# Cyril Elophe
Cyril Elophe, né le 8 février 1976, est un illustrateur et auteur de bande dessinée belge.

## Biographie
Cyril Elophe naît le 8 février 1976. Il est diplômé de l’École supérieure des arts Saint-Luc de Bruxelles. Il vit à Bruxelles où il travaille comme auteur d’illustrations et de bandes dessinées depuis 2004.
Il réalise des illustrations, adulte et jeunesse, pour la presse écrite et webzines dont Médor, Socialter, Philéas et Autobule, ainsi que pour des institutions et le secteur culturel dont notamment la Fédération Wallonie-Bruxelles, Visit Brussels et les Halles de Schaerbeek. Comme illustrateur indépendant, il travaille aussi pour des agences de communication et clients très divers.
Parallèlement, il développe également un intérêt particulier pour l’illustration scientifique et la pédagogie médicale avec plus de 40 guides visuels du patient et atlas santé aux Éditions Vivio, animé qu'il est du désir de transmettre par l’image des concepts précis et complexes de manière efficace.
Son travail en bande dessinée s’exprime par des collaborations plus personnelles avec la participation à des ouvrages collectifs. Dès 2004, il contribue au fanzine de bande dessinée allemand Moga Mobo,. Avec le scénariste Alain Munoz, il publie des récits périodiques de deux pages dans la revue bimestrielle Philéas et Autobule depuis 2005. Il est cofondateur et auteur de la structure collective d’auto-édition Tête à Tête. Il réalise des reportages dessinés pour La Revue dessinée, Topo, Médor et 24h01.
Il sort l'album Zwarthoek, sur un scénario de Stéphane Taquet et Benoît Henken, publié aux Éditions Vide Cocagne en 2020. Ce one shot est un polar qui mêle science-fiction et humour absurde. Le chroniqueur Y. Machado du site BD Gest' relève la couverture resplendissante dont les protagonistes se baladent sur les lettres géantes formant le titre du livre, à la manière du Spirit de Will Eisner.
Il contribue à l'ouvrage On leur vend des armes… et le pire c’est qu’ils s’en servent, publié par La Revue dessinée / Disclose en 2022. Sur un scénario de Fabien Grolleau, il dessine la biographie d'Andreï Sakharov intitulée Tsar Bomba, publiée dans la collection « Karma » aux éditions Glénat en 2025. Il met en image de manière fort claire, les vertiges du physicien russe, concepteur de la plus grosse bombe atomique Tsar Bomba, en prise aux conséquences humaines de ses travaux.

### Autres activités
Il est également l’initiateur du festival Cultures Maison qui réunit les acteurs de la bande dessinée alternative à Saint-Gilles, dont il a coordonné l’organisation de 2010 à 2018.
Militant activement pour une meilleure reconnaissance professionnelle des autrices et auteurs, il est à l’origine de la fédération professionnelle ABDIL réunissant autrices et auteurs de la bande dessinée et de l’illustration. Il lance la comparaison : « Mon boulanger est passionné. Ce n'est pas pour ça qu'on ne lui paie pas sa baguette. », reprise dans le journal Le Soir. Il est également membre actif du RISA (Rassemblement d’intermittents du secteur des arts).

## Œuvres publiées

### Bandes dessinées
- 100 Meisterwerke der litteratur[4], (collectif), fanzine Moga-Mobo, 2004
- Warum ich comics liebe[4], (collectif), Ehapa Verlag/Moga-Mobo, 2007
- Ça ne gâchera pas la fête[2], (scénario: J. Luong), Éditions Vivio, 2008[4]
- Le Déclin des abeilles[4],[12],[13], Commune de Saint-Gilles, Service de la Culture, Saint-Gilles, 2009
Scénario : collectif - Dessin : collectif dont Cyril Elophe -  (ISBN 9782960047912),collectif Tête à Tête avec Pierre Lecrenier et Alain Munoz.
- Série Vanina et compagnie[4], scénario d’Alain Munoz, Philéas et Autobule, 2010-2011
- Tumbleweed[4],[14], (collectif), Tête à Tête, 2010
- Que les diables nous emportent[4], scénario de Stéphane Taquet, revue 24h01, 2014
- (fr + en) Xavier Lelion (dir.) et Anne-Sophie Nottebaert (dir.) (ill. Abdel de Bruxelles, Laurent Dandoy, Cyril Elophe, Sacha Goerg, Aurélie William Levaux), Architectures Wallonie-Bruxelles : inventaires = inventories #2 : 2013-2016[2], Bruxelles, Fédération Wallonie-Bruxelles, 1er décembre 2016, 274 p., ill. ; 28 cm (ISBN 978-2-930705-22-4, ISSN 2952-7910, OCLC 973675281).

- Zwarthoek[6],[5], Vide Cocagne, Nantes, 22 octobre 2020
Scénario : Stéphane Taquet, Benoît Henken - Dessin et couleurs : Cyril Elophe -  (ISBN 978-2-379-36013-8)
- Sous emprise : reportage, Baptiste Bouthier, Topo, 2022 (OCLC 1309016920)
- On leur vend des armes… et le pire c’est qu’ils s’en servent[7],[15], La Revue dessinée / Disclose, 15 septembre 2022
Scénario : collectif - Dessin : collectif dont Cyril Elophe - Couleurs : quadrichromie -  (ISBN 978-2-38264-012-8),
- 44. #44, La Revue dessinée, 5 juin 2024
Scénario et dessin : collectif dont Cyril Elophe - Couleurs : collectif -  (ISBN 978-2-382-64022-7)

- Tsar Bomba - Les paradoxes d'Andreï Sakharov[8],[16],[17],[18],[19], Glénat, coll. « Karma », Grenoble, 14 mai 2025
Scénario : Fabien Grolleau - Dessin et couleurs : Cyril Elophe -  (ISBN 978-2-344-05319-5)

#### Livres
: document utilisé comme source pour la rédaction de cet article.
- Thierry Bellefroid et Jean-Marie Derscheid, « Elophe Cyril Dessinateur - Scénariste », dans 77 auteurs de bande dessinée en Wallonie et à Bruxelles, Bruxelles, Wallonie-Bruxelles International, 2017, 128 p., ill. ; 26 cm (ISBN 2-930071-83-4, lire en ligne), p. 51.

#### Interviews
- Cyril Elophe et Max de Radiguès (interviewés par Camille Burtin), « Cultures Maison 2016 : L’ABDIL® tient meeting », Karoo,‎ 19 septembre 2016 (lire en ligne, consulté le 15 mai 2024).
- Cyril Elophe (interviewé), « Interview de Cyril Elophe, à propos de « Tsar Bomba : Les Paradoxes d'Andreï Sakharov » », La Mouette hurlante,‎ 19 mai 2025 (lire en ligne, consulté le 21 mai 2025).

### Émissions de télévision
- Mont des Arts – Droit d’auteur : une réforme qui fâche émission Mont des Arts présentée par David Courier, intervenant : Cyril Elophe de l’ABDIL, association des auteurs et autrices francophones de bande dessinée et de l’illustration ; Aurélie Wijnants de l’ASA, association des scénaristes ; Nicolas Anspach, éditeur et Gilles Milecan de l’AJP, sur BX1 (28 min 32 s), 17 novembre 2022.

### Émissions de radio
- Tendances 1re : Le dossier Vivre sous la menace des attentats : se former ou pas ? sur La Première, participants : Olivier Bailly et Cyril Elophe, présentation : Véronique Thyberghien (22 min 16 s), 11 septembre 2017 Voir en ligne via Auvio .
- Mai 2021 : Cyril Elophe Radio Grandpapier, émission de mai 2021 (2 h 10 min 10 s).
- Du père de la bombe H au prix Nobel de la paix, Andreï Sakharov et ses paradoxes dans «Tsar Bomba», émission Sur le pont des arts présentée par Nathalie Amar, diffusée sur RFI du 22 mai 2025 (48 min 29 s).